# Munizipalität Baghdati
Die Munizipalität Baghdati (georgisch ბაღდათის მუნიციპალიტეტი, Baghdatis munizipaliteti)  ist eine Verwaltungseinheit (etwa entsprechend einem Landkreis) in der Region Imeretien im zentralen Teil Georgiens.

## Geographie
Verwaltungszentrum der Munizipalität ist die namensgebende Kleinstadt Baghdati. Die 815 km² große Munizipalität wird im Südosten von der Munizipalität Charagauli, im Nordosten von der Munizipalität Sestaponi, im Norden auf kurzen Abschnitten von der Munizipalität Terdschola und dem Territorium der regionsunterstellten Stadt Kutaissi, im Nordwesten von der Munizipalität Zqaltubo und im Westen von der Munizipalität Wani begrenzt, alle ebenfalls in Imeretien. Im Süden grenzt sie an die Munizipalitäten Adigeni und Achalziche der Region Samzche-Dschawachetien.
Etwa ein Viertel des Territoriums im Norden der Munizipalität liegt im südöstlichen Teil der Imeretischen Tiefebene, die dort in östlicher Richtung von unter 100 m auf etwa 200 m über dem Meeresspiegel ansteigt. Die Nordgrenze der Munizipalität markiert der durch die Ebene fließende Rioni, in den im äußersten Norden der bedeutendste linke Zufluss Qwirila mündet. Südlich der Tiefebene steigt das Gelände schnell auf über 1000 m Höhe an, und dann allmählich bis zum Kamm des Meschetischen Gebirges, der die Südgrenze der Munizipalität bildet und in diesem Bereich mit einem namenlosen Gipfel eine Höhe von 2608 m erreicht. Im Wesentlichen umfasst die Munizipalität die Täler des linken Rioni-Nebenflusses Chaniszqali und seiner Nebenflüsse. Die meisten Ortschaften liegen im Bereich der Tiefebene und im unteren Teil der Flusstäler im dicht bewaldeten Gebirge.
Im äußersten Südosten der Munizipalität erstreckt sich ein Teil des Nationalparks Bordschomi-Charagauli; weiter in westlicher Richtung verläuft seine Grenze etwa entlang der südlichen Munizipalitäts- und Regionsgrenze.

## Bevölkerung und Verwaltungsgliederung
Die Einwohnerzahl beträgt 18.400 (Stand: 2021).
2014 zählte Baghdati mit 21.582 gegenüber der vorangegangenen Volkszählung (29.235 Einwohner 2002) etwa ein Viertel weniger Einwohner, was einen Rückgang der Einwohnerzahl über dem Landesdurchschnitt bedeutete. Zuvor war die Einwohnerzahl seit den 1930er-Jahren weitgehend stabil bis insgesamt leicht rückläufig.
Bevölkerungsentwicklung
Anmerkung: Volkszählungsdaten

Die Bevölkerung ist fast monoethnisch georgisch (etwa 99,68 %); daneben gibt es eine kleine Zahl von vorwiegend Russen und Ukrainern (Stand 2014).
Die größten Ortschaften neben der Stadt Baghdati (3707 Einwohner) sind mit jeweils über 1500 Einwohnern die Dörfer Dimi, Persati, Rochi, Warziche und Zitelchewi (2014). Im Südwesten, im Bereich der Grenze zur Munizipalität Wani, liegt der Kurort Sairme (keine eigenständige Siedlung, im Bereich der Gemeinde Nergeeti).
Die Munizipalität gliedert sich in den eigenständigen Hauptort Baghdati sowie 12 Gemeinden (georgisch temi, თემი beziehungsweise bei nur einer Ortschaft einfach „Dorf“, georgisch sopeli, სოფელი) mit insgesamt 25 Ortschaften, davon eine ohne ständige Einwohner:
| Gemeinde        | Anzahl Ortschaften | Einwohner (2014) |
| --------------- | ------------------ | ---------------- |
| Chani           | 3 1                | 538              |
| Dimi            | 2                  | 3441             |
| Meore Obtscha   | 1                  | 821              |
| Nergeeti        | 6                  | 1791             |
| Persati         | 2                  | 2691             |
| Pirweli Obtscha | 1                  | 1389             |
| Rochi           | 1                  | 1667             |
| Rokiti          | 2                  | 1138             |
| Sakraula        | 1                  | 242              |
| Segani          | 4                  | 519              |
| Warziche        | 1                  | 1559             |
| Zitelchewi      | 1                  | 2079             |

## Geschichte
Das Gebiet gehörte seit dem Zerfall des Königreiches Georgien im 15. Jahrhundert bis in das 19. Jahrhundert faktisch durchgehend zum Königreich Imeretien. Während der Zugehörigkeit Georgiens zum Russischen Reich und bis in die Anfangsjahre der Sowjetunion war es Teil des Ujesds Kutais  des Gouvernements Kutais (Kutais war die in dieser Zeit offizielle Form des Stadtnamens).
1930 wurde dort der Rajon Baghdati gebildet. 1940 erhielt der Hauptort nach dem dort geborenen Dichter Wladimir Majakowski den Namen Majakowski, und die Bezeichnung des Rajons wurde dementsprechend angepasst (russisch Маяковский район, Majakowski rajon; georgisch მაიაკოვსკის რაიონი, Maiakowskis raioni). 1990 wurden die früheren Bezeichnungen wiederhergestellt. Nach der Unabhängigkeit Georgiens wurde der Rajon 1995 der neu gebildeten Region Imeretien zugeordnet und 2006 in eine Munizipalität umgebildet.

## Verkehr
Durch den äußersten Norden der Munizipalität verläuft die dort zur Autobahn ausgebaute neue Trasse  der internationalen Fernstraße S1 (ს1) von Tiflis zur russischen beziehungsweise abchasischen Grenze (auf diesem Abschnitt zugleich Europastraße 60). Dort, unmittelbar an der Munizipalitätsgrenze unweit der Stadt Kutaissi befindet sich auch der Bahnhof Rioni an der Strecke Poti – Tiflis (– Baku), zugleich Ausgangspunkt einer Strecke über Kutaissi nach Tqibuli.
Von Kutaissi kommend über die S1, den Verwaltungssitz Baghdati und den Kurort Sairme bis zum fast 2300 m hohen Pass über das Meschetische Gebirge durchquert die Nationalstraße Sch14 (შ14) die Munizipalität von Nord nach Süd, weiter nach Abastumani und in den Südteil der Munizipalität Adigeni. Verbindung von Baghdati in den östlich benachbarten
Munizipalitätssitz Sestaponi besteht über die Sch54 (შ54), nach Westen links des Rioni über Wani zur Fernstraße S12 (ს12) bei Samtredia über die Sch13 (შ13); die Sch51 (შ51) ist eine Querverbindung zwischen Sch13 und Sch14 im Nordwesten der Munizipalität.